# Daniel O'Brien (humoriste)
Pour les articles homonymes, voir Daniel O'Brien et O'Brien.
Daniel O'Brien ou DOB est un humoriste américain, écrivain et rédacteur sur le site Cracked.com depuis 2007. Il est né le 6 janvier 1986 à Hazlet et a fait ses études à Rutgers.
Il a écrit plus de 200 articles pour Cracked.com amenant 50 millions de visites sur le site et a créé dessus les deux séries vidéo After Hours et Agents of Cracked. En parallèle il s'est lancé dans une carrière de stand-up, écrit le script de Fielder's Choice et coécrit le livre You might be a zombie (and other bad news), un bestseller du New York Times pendant 2 semaines, qui s'est vendu à 40 000 exemplaires.
Il prépare la publication d'un nouveau livre, qui serait édité par Crown publishing Group, une filiale de Random House, à la suite de l'intérêt qu'a suscité un de ses articles aux yeux de l'agent Byrd Leawell.

## Référence
1. ↑  Cracked's Dan O'Brien: on timing, wether Obama's bad and getting serious, Forbes, 30 avril 2012.
2. ↑  Unpopular opinion, Westside Comedy, 5 mars 2013.
3. ↑  Daniel O'Brien, StandUp Live
4. ↑  bestseller du New York Times
5. 1 2  How Comedian Daniel O'Brien turned one joke into a major book deal, Forbes, 16 avril 2012.